# Krušje
Krušje (en serbe cyrillique : Крушје) est un village de Serbie situé dans la municipalité d'Aleksinac, district de Nišava. Au recensement de 2011, il comptait 282 habitants.

## Démographie
| 1948 | 1953 | 1961 | 1971 | 1981 | 1991 | 2002 | 2011 |
| ---- | ---- | ---- | ---- | ---- | ---- | ---- | ---- |
| 459  | 498  | 499  | 486  | 434  | 374  | 332  | 282  |

|  |